# Minchinella lamellosa
Minchinella lamellosa är en svampdjursart som beskrevs av James Barrie Kirkpatrick 1908. Minchinella lamellosa ingår i släktet Minchinella och familjen Minchinellidae.
Artens utbredningsområde är havet kring Vanuatu. Inga underarter finns listade i Catalogue of Life.